# Bicavernaria henicodes
Bicavernaria henicodes är en fjärilsart som beskrevs av Józef Razowski 1988. Bicavernaria henicodes ingår i släktet Bicavernaria och familjen vecklare. Inga underarter finns listade i Catalogue of Life.